# Himantura granulata
Himantura granulata är en rockeart som först beskrevs av Macleay 1883.  Himantura granulata ingår i släktet Himantura och familjen spjutrockor. IUCN kategoriserar arten globalt som nära hotad. Inga underarter finns listade i Catalogue of Life.